# Металургійний район (Кривий Ріг)
Металургíйний райо́н (до 2016 року — Дзержинський район) — адміністративний район в центральній частині міста Кривий Ріг . Площа району становить 52 км². Загальна протяжність вулиць 194 км. На його території мешкає близько 65 600 осіб. В районі налічується 194 вулиці.

## Історія
Металургійний район Кривого Рогу — один із перших трьох районів, утворених на території міста влітку 1936 року. Своїм народженням район зобов'язаний промисловому зростанню Криворізького басейну, розвитку рудоуправління імені Ф. Е. Дзержинського (Саксаганський рудник) та Криворізького металургійного заводу.
Війна круто змінила долі мешканців району. Одні з них пішли на фронт, інші демонтували на Урал промислове обладнання. Лише до Нижнього Тагілу виїхало 73 тисячі криворіжців, в основному, металурги та їх сім’ї. 
Важкий тягар ліг на плечі мешканців району в післявоєнний період. У 1945 році були відновленні та запрацювали коксохімічний та цементний заводи. Перші тонни чавуну було отримано на відбудованих доменних печах «Криворіжсталі».
У 1950—1960-х роках значних масштабів набуло житлове та соціально-культурне будівництво в районі. Створюються нові потужні будівельні організації, відкриваються металургійний, будівельний, коксохімічний технікуми, філіал металургійного інституту, нові навчальні корпуси гірничо-рудного інституту. Район стає діловим і освітнім центром, в якому зосереджуються вищі навчальні заклади міста. 
Індустріальна міць району продовжувала зростати і у 1970-ті роки. У 1974 році введена в експлуатацію 9-та доменна піч — найпотужніша у світі, з обсягом продукції понад 2,5 млн тонн чавуну за рік. 
1980-ті роки в історії розвитку району позначені пуском метро (1986 р.), з’являються сучасні багатоповерхові будинки, зокрема візитівка Соцміста — житломасив Мурашник. 
У 1984 році своє п’ятдесятиріччя відзначив комбінат «Криворіжсталь», на той час як найпотужніше підприємство галузі з повним металургійним циклом. 
Подальшого розвитку набув район у нових економічних умовах незалежної держави. Значні переміни дали потужний імпульс ринковим процесам. Металургійний район став піонером у народженні та розвитку малого і середнього підприємництва міста, привабливим для інвестиційного клімату. Значні позитивні зміни відбулися і в інших сферах життєдіяльності. В районі зосереджено високий інтелектуальний потенціал  усіх провідних вузів Кривого Рогу.

## Населення

### Мовний склад
Рідна мова населення за даними перепису 2001 року:
| Мова       | Чисельність, осіб | Доля     |
| ---------- | ----------------- | -------- |
| Українська | 49 162            | 69,85 %  |
| Російська  | 20 340            | 28,90 %  |
| Інше       | 876               | 1,25 %   |
| Разом      | 70 378            | 100,00 % |

## Житлові місцевості
- Соцмісто
- Коксохім
- Трампарк
- Перша дільниця;
- Червона
- 95 квартал (південна частина)
- Імені Ілліча
- Імені Шевченка (Алахівка)
- Перемога

## Головні вулиці
- проспект Миру
- Університетський проспект[ru] (Гагаріна)[4][5]
- проспект Металургів
- вулиця Криворіжсталі
- Нікопольське шосе

## Об'єкти інфраструктури
- Стадіон «Металург» (найбільший у місті)
- Криворізький державний цирк
- Палац культури металургів
- Будинок культури «Народний дім»
- Палац молоді та студентів
- Центр дитячої та юнацької творчості
- Парк ім. Богдана Хмельницького
- Парк «Будівельник»

## Пам'ятники
- Пам'ятник 10-ти Божих заповідей
- Пам'ятний знак на честь будівництва 9-ї доменної печі
- Пам'ятник воїнам-інтернаціоналістам

## Підприємства
14 промислових підприємств:
- ВАТ «АрселорМіттал Кривий Ріг» (колишня — «Криворіжсталь» (засноване — 1931 року)
- «Криворіжгаз»
- «Кривбасводоканал»
- «Сансервіс»
- ВАТ "Промислово-виробниче підприємство «Кривбасвибухпром»"
- ЗАТ «Криворіжіндустрбуд»
- Криворізький цементний завод
- Саксаганський рудник

## Релігійні громади
- Костянтина і Олени храм (вул. Трамвайна на 1-шій дільниці)
- Онуфрія церква (Соцмісто)

## Транспорт
У Металургійному районі розвинуте транспортне сполучення

### Тролейбус
| № | Маршрут                                                             | Траса маршруту |
| - | ------------------------------------------------------------------- | --- |
|   | Площа Захисників України — ст. Кривий Ріг-Головний                  | Центральний проспект — проспект Миру — Університетський проспект — вул. Дніпровське шосе — вул. Вечерньокутська — вул. Транспортна |
|   | ст. Кривий Ріг — ст. Кривий Ріг-Головний                            | вул. Криворіжсталі — проспект Металургів — Університетський проспект — вул. Дніпровське шосе — вул. Вечерньокутська — вул. Транспортна |
|   | Кільцева площа —Тролейбусне депо № 2                                | вул. Наталії Кобринської — вул. Сергія Колачевського — вул. Симона Петлюри — вул. Романа Шухевича, вул. 77-ї Окремої Аеромобільної Бригади (у зворотному шляху) — вул. Федора Караманиць — вул. Миколи Зінчевського — вул. Корнія Речмидила — вул. Електрична — вул. Січеславська — вул. Едуарда Фукса — проспект 200-річчя Кривого Рогу — Майдан Олександра Химиченка — вул. Володимира Великого — вул. Вільної Ічкерії — Університетський проспект — вул. Дніпровське шосе |
|   | Площа Захисників України — ст. Електрозаводська                     | Центральний проспект — проспект Миру — вул. Вільної Ічкерії — вул. 80-ї Десантно-Штурмової Бригади — вул. Волонтерів — вул. Байди Вишневецького — вул. Бориса Грінченка — вул. Кирило-Мефодіївська — вул. Січеславська — вул. Короля Данила — вул. Костя Гордієнка — вул. Десантна — вул. Електрозаводська |
|   | ст. Кривий Ріг — вул. Заводська                                     | вул. Криворіжсталі — проспект Металургів — вул. Вільної Ічкерії — вул. Володимира Великого — проспект 200-річчя Кривого Рогу — вул. Миколи Світальського |
|   | ст. Кривий Ріг — вул. Заводська                                     | вул. Криворіжсталі — проспект Металургів — вул. Вільної Ічкерії — вул. 80-ї Десантно-Штурмової Бригади — вул. Волонтерів — вул. Дениса Фадєєва — вул. Віктора Оцерклевича — вул. Миколи Світальського |
| А | ст. Кривий Ріг — пл. Олександра Химиченка                           | вул. Криворіжсталі — проспект Металургів — вул. Вільної Ічкерії — вул. 80-ї Десантно-Штурмової Бригади — вул. Волонтерів — вул. Байди Вишневецького — вул. Бориса Грінченка — вул. Кирило-Мефодіївська — вул. Едуарда Фукса — проспект 200-річчя Кривого Рогу |
|   | Площа Захисників України — Розвилка                                 | Центральний проспект — проспект Миру — Університетський проспект — вул. Дніпровське шосе |
|   | Площа Захисників України — ст. Кривий Ріг-Головний (через Розвилку) | Центральний проспект — проспект Миру — Університетський проспект — вул. Дніпровське шосе — вул. Гетьмана Івана Мазепи — вул. Військових Медиків — вул. Вернадського — вул. Високовольтна — вул. Гетьмана Івана Мазепи |
|   | ст. Кривий Ріг — ст. Кривий Ріг-Головний (через Розвилку)           | вул. Криворіжсталі — проспект Металургів — Університетський проспект — вул. Дніпровське шосе — вул. Гетьмана Івана Мазепи — вул. Військових Медиків — вул. Вернадського — вул. Високовольтна — вул. Гетьмана Івана Мазепи |
|   | Площа Захисників України — Кільцева площа                           | вул. Наталії Кобринської — вул. Сергія Колачевського — вул. Симона Петлюри — вул. Романа Шухевича, вул. 77-ї Окремої Аеромобільної Бригади (в зворотному шляху) — вул. Федора Караманиць — вул. Миколи Зінчевського — вул. Корнія Речмидила — вул. Електрична — вул. Січеславська — вул. Едуарда Фукса — проспект 200-річчя Кривого Рогу — майдан Олександра Химиченка — вул. Володимира Великого — вул. Вільної Ічкерії — проспект Миру — Центральний проспект              |
|   | Авіаколедж — мікрорайон Східний-2                                   | Центральний проспект — вул. Кобилянського — вул. Вокзальна — вул. Криворіжсталі — проспект Металургів — Університетський проспект — вул. Дніпровське шосе — Об'їзна дорога — вул. Єгора Біркуна — вул. Сімонова — вул. Лісового |

### Трамвай
| № | Маршрут                                      | Траса маршруту |
| - | -------------------------------------------- | --- |
|   | Площа Домнобудівельників — вул. Буковинська  | вул. Соборності — вул. Святогеоргіївська — вул. Вітчізни — вул. Криворіжсталі — вул. Тбіліська — вул. Джека Лондона — вул. Широківська — вул. Свято-Миколаївська — вул. Прорізна — вул. Ньютона — вул. Буковинська                                                                       |
|   | вул. Буковинська — вул. Акціонерна           | вул. Вантажна — вул. Акціонерна — вул. Прокатників — вул. Криворіжсталі — вул. Тбіліська — вул. Джека Лондона — вул. Широківська — вул. Свято-Миколаївська — вул. Прорізна — вул. Ньютона — вул. Буковинська                                                                             |
|   | вул. Буковинська — ПГЗК                      | вул. Буковинська — вул. Ньютона — вул. Прорізна — вул. Свято-Миколаївська — вул. Широківська — вул. Джека Лондона — вул. Каховська — вул. Тбіліська — Автошлях Р74 — вул Чумацький шлях — Південний проспект                                                                             |
|   | Площа Домнобудівників — ПГЗК                 | вул. Соборності — вул. Святогеоргіївська — вул. Вітчізни — вул. Криворіжсталі — вул. Тбіліська — вул. Каховська — Автошлях Р74 — вул Чумацький шлях — Південний проспект |
|   | вул. Буковинська — вул. Збагачувальна        | вул. Буковинська — вул. Ньютона — вул. Прорізна — вул. Свято-Миколаївська — вул. Широківська — вул. Джека Лондона — вул. Каховська — вул. Тбіліська — Автошлях Р74 — вул Чумацький шлях — Південний проспект — вул. Панаса Мирного — вул. Збагачувальна                                  |
|   | Площа Домнобудівників — вул. Збагачувальна   | вул. Соборності — вул. Святогеоргіївська — вул. Вітчізни — вул. Криворіжсталі — вул. Тбіліська — вул. Каховська — Автошлях Р74 — вул Чумацький шлях — Південний проспект — вул. Панаса Мирного — вул. Збагачувальна                                                                      |
|   | ст. Кривий Ріг-Головний — вул.Акціонерна     | вул. Акціонерна — вул. Вантажна — вул. Акціонерна — вул. Прокатників — вул. Вітчізни — вул. Святогеоргіївська — вул. Соборності — вул. Романа Рибалка — вул. Магістральна — вул. Військових Медиків                                                                                      |
|   | вул. Героїв АТО — ПГЗК                       | вул. Героїв АТО — вул. Святогеоргіївська — вул. Вітчізни — вул. Криворіжсталі — вул. Тбіліська — вул. Каховська — Автошлях Р74 — вул. Чумацький шлях — Південний проспект |
|   | вул. Героїв АТО — вул. Збагачувальна         | вул. Героїв АТО — вул. Святогеоргіївська — вул. Вітчізни — вул. Криворіжсталі — вул. Тбіліська — вул. Каховська — Автошлях Р74 — вул Чумацький шлях — Південний проспект — вул. Панаса Мирного — вул. Збагачувальна                                                                      |
|   | вул. Героїв АТО — вул.Акціонерна             | вул. Акціонерна — вул. Вантажна — вул. Акціонерна — вул. Прокатників — вул. Вітчізни — вул. Святогеоргіївська — вул. Героїв АТО |
|   | Кільце КМК — вул.Акціонерна                  | вул. Акціонерна — вул. Вантажна — вул. Прокатників |
|   | ст. Кривий Ріг-Головний — вул. Героїв АТО    | вул. Військових Медиків — вул. Магістральна — вул. Романа Рибалка — вул. Соборності — вул. Святогеоргіївська — вул. Героїв АТО |
|   | ст. Кривий Ріг-Головний — вул. Буковинська   | вул. Військових Медиків — вул. Магистральна — вул. Романа Рибалка — вул. Соборності — вул. Святогеоргіївська — вул. Вітчізни — вул. Криворіжсталі — вул. Тбіліська — вул. Джека Лондона — вул. Широківська — вул. Свято-Миколаївська — вул. Прорізна — вул. Ньютона — вул. Буковинська   |
|   | ст. Кривий Ріг-Головний — ПГЗК               | вул. Військових Медиків — вул. Магістральна — вул. Романа Рибалка — вул. Соборності — вул. Святогеоргіївська — вул. Вітчізни — вул. Криворіжсталі — вул. Тбіліська — вул. Каховська — Автошлях Р74 — вул Чумацький шлях — Південний проспект                                             |
|   | ст. Кривий Ріг-Головний — вул. Збагачувальна | вул. Військових Медиків — вул. Магістральна — вул. Романа Рибалка — вул. Соборності — вул. Святогеоргіївська — вул. Вітчізни — вул. Криворіжсталі — вул. Тбіліська — вул. Каховська — Автошлях Р74 — вул. Чумацький шлях — Південний проспект — вул. Панаса Мирного — вул. Збагачувальна |

### Залізниця
- Кривий Ріг — залізнична станція Криворізької дирекції Придніпровської залізниці